# 普雷萨纳
普雷萨纳（義大利語：Pressana），是意大利威尼托大区维罗纳省的一个市镇。总面积17.72平方公里，人口2564人，人口密度144.7人/平方公里（2009年）。国家统计（ISTAT）代码为023061。